# Врат
Врат подразумијева ваљкасти дио тијела код кичмењака, који сједињује главу с трупом. У задњем дијелу врата се налази седам пршљенова, који покрећу врат, самим тим врше и покрете главе.Око пршљенова су распоређени мишићи по слојевима, који покрећу врат и врше пкрете главе. Врат врши мноштво битних животних функција, сложене је уређености и подложан нападима и озлиједама. Кроз врат пролазе разни снабдјевни путеви – једњак, гркљан, душник и крвни судови који снабдјевају мозак крвљу. Када грабљивац насрне на плијен, по правилу зарива зубе у врат жртви, како би је приволио на смрт.
Пршљенови и мишићи при врату помажу да се обезбиједи потребна покретљивост главе за обазирање, клоњење и тргање.
Код неких животиња (напримјер код жирафа) врат може бити јако дугачак у односу на остатак тијала, што му даје додатну функцију код исхране.